# Religiöser Zionismus
Religiöser Zionismus, Religiös-zionistische Bewegung (hebräisch ציונות דתית, ausgesprochen als Zionut Datit), nationalreligiöse Bewegung oder Religiöser Nationalismus (hebräisch דתי לאומי, ausgesprochen als Dati Leumi) ist eine Ideologie, die Zionismus und orthodoxes Judentum verbindet. Die Bezeichnung wird auch von der israelischen Partei Mafdal – HaTzionut HaDatit verwendet.

## Geschichte
Einer der ersten Rabbiner, der in der Neuzeit einen Religiösen Zionismus vertrat, war Zwi Hirsch Kalischer. Er engagierte sich für die Ansiedlung von Juden in Israel. In seinem Traktat Drischath Zion („Zions Herstellung“) aus dem Jahre 1861 vertritt er die Meinung, dass die von den Propheten verheißene Erlösung der Juden nur durch zusätzliche Selbsthilfe erreicht werden könne.
1902 gründeten Rabbiner Reines und Seew Jawetz in Vilnius die Misrachi-Bewegung, welche die Einhaltung der jüdischen Gebote und die Rückkehr nach Israel anstrebt. Eine andere religiöse Bewegung ist die 1912 in Kattowitz gegründete aschkenasische orthodox-jüdische Bewegung Agudat Jisra’el. Agudat Jisra’el war eine Sammlungsbewegung des traditionellen, streng religiösen, nicht zionistischen Judentums. Inzwischen unterstützt die Bewegung jedoch den Staat Israel, obwohl sie sich nicht als zionistisch sieht. Agudat Jisra’el konnte sich in Israel als politische Partei etablieren.
Bne Akiwa (hebräisch בני עקיבא, deutsch Söhne Akiwas) ist ein religiös-zionistischer Jugendverband, der 1929 im Völkerbundsmandat für Palästina, das damals zur „Errichtung einer nationalen Heimstätte für das jüdische Volk in Palästina“ von den Briten verwaltet wurde, gegründet wurde. Dieser Verband wird zugleich mit der Misrachi-Bewegung assoziiert. Zu Beginn des 20. Jahrhunderts engagierten sich unter anderem Baron Edmond James de Rothschild (der mehr als 50 Millionen Dollar für die Besiedlung Israels ausgab) und Jizchak Jakob Reines für die Idee des religiösen Zionismus. Viele religiöse Organisationen waren hingegen dem Zionismus gegenüber negativ eingestellt mit der Begründung, dass ein Versuch zur Wiederherstellung Israels durch den Menschen blasphemisch sei und bis zur Ankunft des Messias aufgeschoben werden müsse.
Die steigende Bezugnahme auf das Judentum blieb jedoch nicht ohne Auswirkungen auf diese religiösen Organisationen. Seit dem Wahlsieg Begins (vom Likud) 1977 zum Ministerpräsidenten Israels wandelte sich der durch die Ablehnung des Staates entstandene Kampf gegen den Staat in einen Kampf um den Staat Israel. Die zunehmende Bereitschaft, den Konfrontationen durch Vertreter des säkularen Judentums zu begegnen, zeigt eine bessere Integration in die israelische Gesellschaft. Obwohl die Mehrheit der in Israel lebenden Charedim weiterhin die Beteiligung am Militärdienst ablehnt, ist jedoch seit diesen Jahren ein zunehmendes politisches Engagement erkennbar.

## Ideologie
Das Bebauen von israelischem Boden gilt im Judentum als Gebot.
Im babylonischen Talmud gibt es jedoch einen Midrasch („Drei Schwüre“), nach dem die Juden schworen, nicht in Massen nach Israel zu gehen sowie nicht gegen andere Nationen zu rebellieren; die anderen Nationen schworen ihrerseits, die Juden nicht zu schlecht zu behandeln.
Maimonides schrieb jedoch, dass die Eide metaphorisch seien. Außerdem schrieb er häufig in seinem Werk, dass er großen Wert auf das Leben in dem Land Israel lege und es zu verlassen verbiete.
Religiös-zionistische Juden glauben, dass das Land Israel (Eretz Israel) – da es an die Juden von Gott gegeben wurde – dauerhaft den Juden gehöre. Als Devise des Religiösen Zionismus gilt: „.ארץ ישראל לעם ישראל על פי תורת ישראל‎“ (Das Land Israel für das Volk Israel gemäß der Torah Israels.) Der hebräische Ausdruck Torat Eretz Israel bezeichnet jüdische Lehren über das Land Israel (Eretz Israel), insbesondere solche religiös-zionistischen Standpunktes. Der Ausdruck ist eine Kürzung der oben genannten Devise des Religiösen Zionismus. Zu diesen Lehren werden zum Beispiel die Werke von Rabbi Abraham Isaak Kook gezählt.

## Besiedlung des Westjordanlandes
Für das heutige Bild der religiösen Zionisten sind die Besetzungen im Sechstagekrieg, vor allem Jerusalem und das Westjordanland (was dem biblischen Judäa und Samaria entspricht), entscheidend. Für viele religiöse Zionisten war die Eroberung dieser Gebiete ein Beweis für den begonnenen Erlösungsprozess und die Besiedlung (teils Wiederbesiedlung von im Unabhängigkeitskrieg durch Jordanien und Ägypten zerstörten Siedlungen) des Gebietes die notwendige Folge davon. Deswegen entwickelte sich auch aus ihrer Mitte die Siedlungsbewegung Gusch Emunim, die den Grundstein für die heute über 300.000 Siedler legte.
Eine herausgehobene Rolle spielte dabei Zvi Yehuda Kook (1891–1982), Sohn von Abraham Isaak, der der Mentor der Siedlungsbewegung war und zu einem der wichtigsten Rabbiner der religiösen Zionisten wurde. Für ihn wurde die Besiedlung der besetzten Gebiete zum zentralen religiösen Gebot, da seiner Überzeugung nach dies entscheidend für den nächsten Schritt der begonnenen Erlösung war. Deswegen war sein Verbot bezüglich einer Rückgabe der Gebiete auf der höchsten Stufe angesiedelt, die das Judentum kennt (und sonst nur für Götzenanbetung, Mord und sexuelle Unzucht gilt): „Stirb, aber sündige nicht!“
Die Entwicklungen nach 1967 kombiniert mit den immer prominenter werdenden Lehren Kooks und seiner Anhänger führten zu einem Rechtsruck der Mehrheit der religiösen Zionisten. In deren religiösem Denken wurde die Besiedlung des Westjordanlandes zu einer – wenn nicht der – zentralen Kategorie.
Dies brachte die Nationalreligiösen allerdings zu immer wiederkehrenden Konfrontationen mit staatlichen Vorhaben, insbesondere den Land-for-Peace-Plänen, wie sie beim Friedensschluss mit Ägypten zum Tragen kamen und natürlich einem zukünftigen palästinensischem Staat zu Grunde liegen würden.
Diese Vorhaben und insbesondere der Friedensprozess riefen harsche Ablehnung auf Seiten der Nationalreligiösen hervor und führten in Einzelfällen auch zu extremen Akten der Gewalt. So waren der Versuch, den Tempelberg (mit seinen Moscheen) in die Luft zu sprengen, das Massaker von Baruch Goldstein, der 29 Muslime tötete und über 100 verwundete, und natürlich der Mord an Yitzchak Rabin (wegen seiner Friedenspläne) Reaktionen von extremistischen religiösen Zionisten auf Vorhaben, das für sie „heilige Land“ preiszugeben.
Die Frage, wie mit den besetzten Gebieten umzugehen sei, führte – vor allem im Licht jener Gewaltakte von Mitgliedern aus den eigenen Reihen – zu politischen Spaltungen. Heute kann man grob von drei politischen Richtungen sprechen: einem radikalen Flügel, für den die Besiedlung der Gebiete das höchste Ziel ist, einem pragmatischen Flügel, für welchen die Gebiete zwar von großer Bedeutung sind, aber nicht über den Staat gestellt werden, und schließlich einem gemäßigt-liberalen Flügel, der für einen sicheren Frieden Gebiete abtreten würden. Als relativ neues Phänomen innerhalb des religiösen Zionismus kann die Hilltop Youth gelten. Diese Jugendlichen sind zu einem Großteil im Westjordanland geboren und sehen dieses mehr als den Staat Israel als ihr Heimatland an. Vielmehr wird der Staat durch den Friedensprozess zunehmend als Feind gesehen. Ein Vorgehen des Staates gegen Siedlereinrichtungen wird von diesen Jugendlichen im Rahmen einer Price-Tag-Politik mit Gegenschlägen quittiert.

## Wahlverhalten und religiös-zionistische Parteien
Die ideologische Spaltung spiegelt sich auch in ihren Parteien wider. Traditionell wurden die religiösen Zionisten von der Nationalreligiösen Partei (NRP oder Mafdal) in der Knesset vertreten, die bis zu den Wahlen 1977 mit Ausnahme weniger Monate immer in der Regierung vertreten war und zwischen 10 und 12 Mandate gewinnen konnte.
Nach 1977, vor allem in Anbetracht der Rückgabe der Sinaihalbinsel an Ägypten, verhärteten sich die Fronten innerhalb des religiösen Zionismus und der Umgang mit den Territorien wurde zur politischen Wasserscheide. Die NRP selbst wurde immer mehr zu einer Partei der Falken. „Für Moderate oder Pazifisten war kein Platz mehr in der NRP angesichts der immer stärker werdenden Siedlerfraktion“, erläutert David Glas, Pazifist und Knessetabgeordneter der NRP zwischen 1977 und 1981. Dies hatte zur Folge, dass der liberale Teil (rund ein Viertel) des religiösen Zionismus die Partei nicht mehr wählte und ihre Stimmen seitdem eher Parteien der Mitte oder Linken geben. Dieser Flügel ist methodisch von der Mehrheit zu trennen, da für sie moderne Elemente wie Menschenrechte und Demokratie gleichwertig neben der Thora existieren und aus ihrer Sicht auch vereinbar sind. Mit Meimad (hebr. Abkürzung für „jüdischer Staat, demokratischer Staat“) gibt es sogar eine linke Partei der religiösen Zionisten, die aber nie mehr als einen Sitz gewann und in der aktuellen Knesset nicht vertreten ist.
Auf der anderen Seite war dem radikalen Teil der religiösen Zionisten die Einstellung der NRP zu den Territorien noch nicht kompromisslos genug, was zu einer Reihe von Parteineugründungen geführt hat, die sich fast exklusiv den Siedlungen verschrieben haben. Diese wurden ab 1999 vom Parteienbündnis Nationale Union vertreten, das in den letzten Wahlen bis zu 9 Sitze gewann (bei dieser Wahl aber nur vier). Die Nationale Union setzt sich kompromisslos für den weiteren Ausbau der Siedlungen, einer Annexion der Westbank und auch für einen „Transfer“ der palästinensischen Bevölkerung ein. Obwohl sie sich auch zum jüdischen Charakter des Staates Israel bekennt und diesen einfordert, besitzen die Gebiete so hohen Stellenwert, dass auch säkulare Parteien mit entsprechender Ideologie sich unter dem Dach des Zusammenschlusses einfinden. Obwohl die religiösen Zionisten in der Mehrheit sind, ist die Nationale Union also kein rein religiöses Parteienbündnis.
Der Abfall religiöser Zionisten zu Parteien links wie rechts von der NRP hat zu der Situation geführt, dass „die Nationalreligiöse Partei die einzige Partei ist, die von den meisten ihrer Anhänger nicht gewählt wird“, wie der Journalist Uri Orbach diesen Zustand kommentiert.
Die Partei selbst befindet sich in einem Dilemma. Sie ist dem klassischen Wahlspruch der religiösen Zionisten verpflichtet: „das Land Israel für das Volk Israel nach der Thora Israels“, d. h., sie ist sowohl Repräsentantin religiös-orthodoxer Aspekte (wie Identität, Gesetzgebung, Schulwesen) sein, wie sie auch Verteidigerin des Siedlungsvorhabens im Westjordanland ist. Dabei hat sie ein Profilproblem: Religiöse Belange werden teilweise „authentischer“ von den ultraorthodoxen Parteien vertreten, während die Siedlungsthematik nachdrücklicher von der Nationalen Union bedient wird. Daher überrascht es nicht, dass die NRP (mit Ausnahme der besonderen Wahl 1996) seit 1977 nur zwischen vier und sechs Sitzen gewinnen konnte und die Nachfolgepartei HaBajit haJehudi („Jüdisches Heim“) bei der Knessetwahl 2009 sogar nur drei. Diese legte nach der Übernahme des Parteivorsitzes durch den Unternehmer Naftali Bennett aber stark zu und gewann 2013 12 Sitze.
Neben den eigentlichen religiös-zionistischen Parteien ist auch der Likud insbesondere durch seine historische Großisrael-Politik ideologisch mit den Siedlerflügel der religiösen Zionisten verbunden. Im Likud existiert auch eine starke religiös-zionistische Fraktion.

## Religiös-zionistische Organisationen
Seit 1935 existiert in Israel die religiöse Kibbuz-Bewegung, eine Organisation der orthodoxen Kibbuzim in Israel. Da ein einziges religiöses Kibbuz Probleme mit der Verteidigung der religiös-ideologischen Prinzipien hätte, gründete die religiös-zionistische Bewegung so genannte Siedlungsblöcke. Diese bestehen aus jeweils drei Kibbuzim. Insgesamt gibt es drei solche Siedlungsblöcke. Die Bewegung unterhält auch verschiedene Bildungseinrichtungen, wie zum Beispiel die Jeschiwa Ein Tzurim, die Jeschiwa Ma'ale Gilboa und das Frauenseminar Ein HaNatziv.

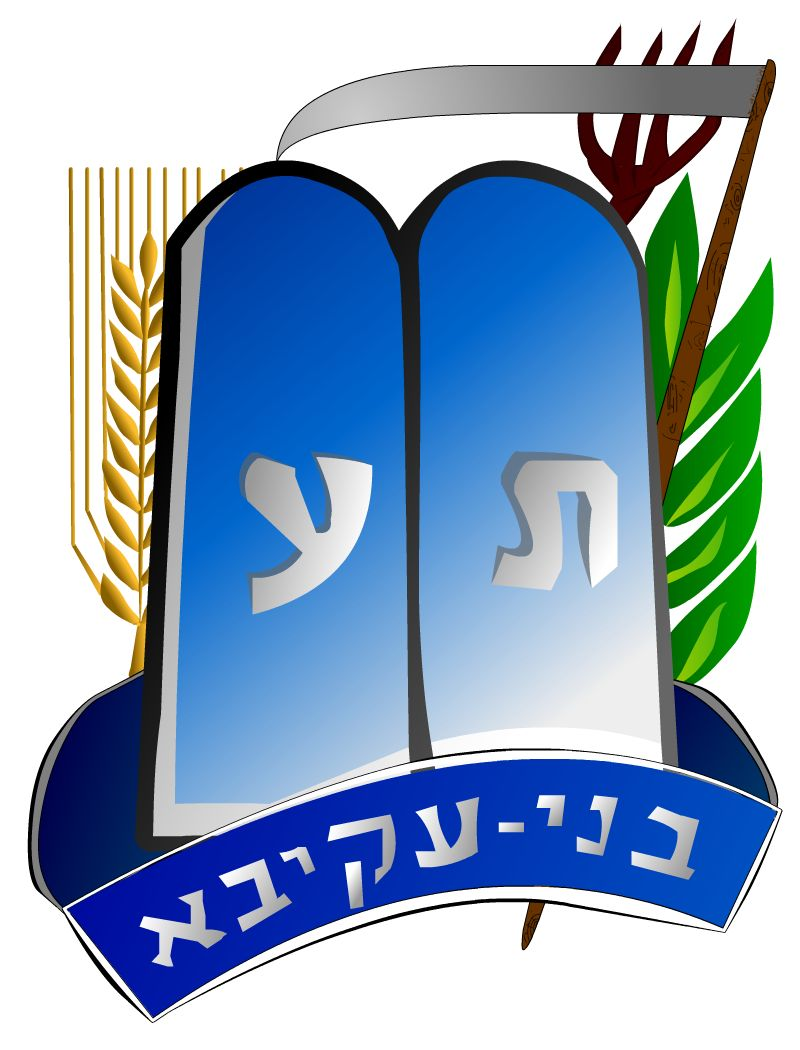
Bne Akiwa, ein Jugendverband, dessen Wahlspruch ist: „Tora we'Awoda“

Eine weitere religiös-zionistische Organisation ist Bne Akiwa. Mit über 125.000 Mitgliedern in mehr als 30 Ländern ist Bne Akiwa der größte religiös-zionistische jüdische Jugendverband. Im Jahr 1929 wurde der Verband in Jerusalem gegründet.

## Kleidung
Form und Farbe der Kippa geben häufig Auskunft über den religiösen, politischen und auch parteipolitischen Hintergrund ihres Trägers.

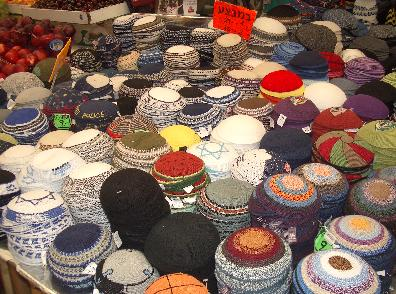
Verschiedene gehäkelte Kippot

Religiöse Zionisten werden oft „Kippot Srugot“ genannt, was gehäkelte Kippa bedeutet, weil von sehr vielen männlichen religiösen Zionisten gehäkelte Kippot getragen werden.

## Militärdienst
Für die meisten religiösen Zionisten hat der Wehrdienst (für Männer) einen hohen Wert. Viele männliche religiöse Zionisten beteiligen sich am Hesder-Programm, wobei sie ihren Wehrdienst mit dem Jeschiwa-Studium kombinieren können. Diese Jeschiwot erlauben orthodoxen Juden die volle und aktive Teilnahme an der Verteidigung Israels in der IDF neben dem intensiven Torastudium.

### Bekannte religiös-zionistische Personen
- Abraham Isaak Kook
- Zwi Jehuda Kook
- Mordechai Eliyahu
- Chaim Druckman
- Zvi Thau
- Effi Eitam
- Yehuda Amital
- She’ar Yashuv Cohen
- Bezalel Smotrich
- Rafi Peretz
- Avi Maoz
- Itamar Ben-Gvir

### Medien
- HaTzofe (israelische Zeitung)
- Tehumin
- Iton Meyuhad
- Arutz Scheva

### Bildung
- Hesder
- Bne Akiwa
- Bar-Ilan-Universität
- Yeshiva University